# Tajemnice wraków Bałtyku

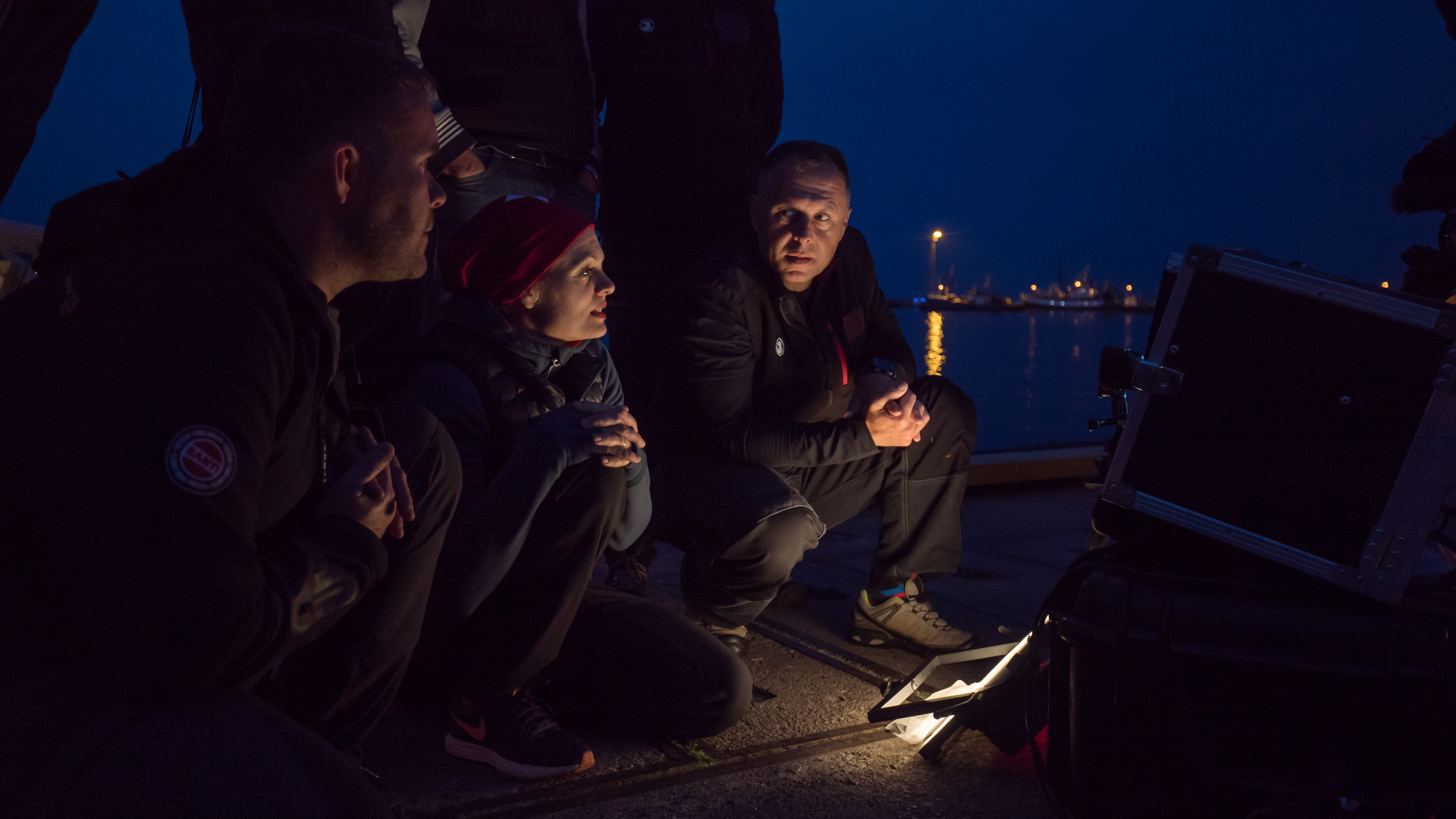
Ekipa nurków

Tajemnice wraków Bałtyku – polski serial dokumentalny, emitowany na Canal+ Discovery. Akcja rozgrywa się zarówno na terenie Polski, jak i w krajach powiązanych z badanymi wrakami. Nurkowania na wrakach wykonuje polska ekipa nurków pod przewodnictwem Tomasza Stachury. Cykl został zrealizowany przez dom produkcyjny Tv Working Studio. Pomysłodawcą serii i jej producentem jest Jakub Sebastian Bałdyga.

## Obsada

### Ekipa nurków
W programie bierze udział ekipa doświadczonych nurków pod przewodnictwem Tomasza Stachury, w skład której wchodzą: Tomasz Zwara, Marek Cacaj, Krzysztof Wnorowski, Łukasz Piórewicz, Jacek Kapczuk, Łukasz Pastwa, Piotr Lelik. Drużyna w każdym odcinku odkrywa tajemnice kolejnego bałtyckiego wraku.

## Opis serii
Seria dokumentalna prowadzona jest przez zespół doświadczonych płetwonurków (Tomasz Stachura, Tomasz Zwara, Łukasz Piórewicz, Jacek Kapczuk, Marek Cacaj, Krzysztof Wnorowski) zajmujących się nurkowaniem wrakowym na Bałtyku – jednym z najtrudniejszych i najbardziej wymagających akwenów morskich na świecie. W każdym odcinku prezentowana jest historia innego wraku spoczywającego na dnie Morza Bałtyckiego. Seria prezentuje ostatnich żyjących świadków wielu tragedii, które miały miejsce na statkach pływających po Morzu Bałtyckim. Historie badanych wraków często wiążą się z wojną, obozami pracy, szpiegami, rodzinnymi tragediami i niepokojami społecznymi. Serial bogaty jest także w ekspertyzy historyków, dokumentalistów, dziennikarzy i pisarzy. To właśnie dowody w postaci zdjęć z nurkowania wrakowego, uzyskanego dostępu do dokumentów i opinii specjalistów, pozwoliły na uzyskanie kluczowych odpowiedzi na nurtujące od wielu lat pytania.

## Opisy odcinków

### Odcinek 1. Mount Vernon[6]
Zespół nurków pod wodzą Tomka Stachury przygotowuje się do ekspedycji. Tymczasem do Tomka dzwoni Elin Linde, wnuczka ostatniego kapitana statku Mount Vernon. Jednostka zatonęła w do dziś niewyjaśnionych okolicznościach. Elin i jej matka od wielu lat próbują odkryć tajemnicę śmierci kapitana Gosty Rudnerta. Po sześćdziesięciu latach Szwecja odtajnia część dokumentów. Okazuje się, że wrak spoczywa w okolicach polskiego wybrzeża. Elin, która sama nurkuje i kilkukrotnie na własną rękę poszukiwała wraku, chce w końcu zobaczyć mostek kapitański, na którym mógł zginąć jej dziadek, a także dokumenty, które posiadają polskie władze. Czy jej misja się uda? Czy Mount Vernon doczeka się prawdy? Na te i na wiele innych pytań poznamy odpowiedź w pierwszym odcinku serii: Tajemnice wraków Bałtyku.

### Odcinek 2. Bremerhaven
W drugim odcinku odkryjemy tajemnicę statku Bremerhaven, który owiany jest złą sławą. Mówi się o nim, że „przynosi pecha”: zbudowany i zwodowany w Belfaście, tam, gdzie słynny Titanic, od początku niesie śmierć swoim pasażerom. W końcu staje się obozem pracy przymusowej ulokowanym w Policach, gdzie w dalszym ciągu zbiera żniwo śmierci. Czy rzeczywiście był to „pływający obóz koncentracyjny”? Odpowiedzi na to pytanie poszukamy u osób, których wydarzenia na Bremerhaven bezpośrednio dotknęły – byłych więźniów i ich rodzin, w tym u babci Łukasza Piórewicza, nurka z ekipy Tomka Stachury. Łukaszowi bardzo zależy, by zobaczyć miejsce, z którego w bardzo ciężkim stanie po wielu latach robót przymusowych wrócił do domu jego pradziadek.

### Odcinek 3. Stuttgart
Statek szpitalny, który w teorii nie mógł zatonąć. Wedle prawa wojennego, statki te chroni się przed atakami ze stron nieprzyjaciela. Jednak Niemcy z niewiadomych przyczyn zakamuflowali SS Stuttgart; Amerykanie, dokonując dziennego bombardowania na port w Gdyni, kilkukrotnie trafili SS Stuttgart, który natychmiast stanął w płomieniach. Odholowany poza port zatonął; wielu ludzi zginęło w tragicznych okolicznościach, nie mogąc się z niego wydostać. Tonęli i palili się żywcem.
Po wielu latach wrak statku został wysadzony w celu udrożnienia komunikacji z portem. Wśród jego pozostałości na dnie Bałtyku leży mazut – ciężki olej opałowy. Specjaliści mówią o tykającej bombie ekologicznej, a eksperci wraz z ekipą nurków sprawdzą, na ile mazut zagraża użytkownikom polskich plaż. W tym odcinku ekipa porozumiewa się ze sobą za pomocą specjalnych kablolin (izolowane kable do komunikacji nurkowej).

### Odcinek 4. Jan Heweliusz
W 4. odcinku „Tajemnic wraków Bałtyku” przedstawiono historię polskiego promu kolejowo-samochodowego Jan Heweliusz, zbudowanego w Norwegii dla Polskich Linii Oceanicznych. Prom zatonął w czasie rejsu do Ystad w wyniku zabójczego sztormu – o sile 12 stopni w skali Beauforta. Jest to kolejny statek, który nie musiał wcale zatonąć – zadecydował o tym silny wiatr boczny, który przechylił statek, będący wówczas w złym stanie technicznym, nie dokończono bowiem naprawy furty rufowej, która podczas wyjścia Jana Heweliusza w ostatni rejs nie była szczelna. Mimo że większość osób znajdujących się na pokładzie przeżyło samą katastrofę, ostatecznie zginęli oni z powodu zimna i błędów akcji ratowniczej. Twórcy programu docierają do tych świadków, którzy przeżyli tragedię i przedstawiają historię nawigatora, któremu nie pozwolono wylecieć na ratunek załodze i pasażerom. Jan Heweliusz to jedyna jak dotąd utracona polska jednostka morska, na której zginęli wszyscy pasażerowie.

### Odcinek 5. U-272[13]
U-272 to niemiecki statek szkoleniowy, który nie dość, że zatonął zupełnie przez przypadek – w zderzeniu z innym U-bootem – to w dodatku przez lata jego wrak błędnie identyfikowano jako U-346. Ekipa Tomka Stachury odkrywa historię U-272 oraz – we współpracy z Akademią Marynarki Wojennej w Gdyni – pokazuje, jak naprawdę wyglądało życie na U-Bootach. Twórcy programu docierają też do oryginalnych niemieckich dokumentów, które rekonstruują przebieg ostatnich wydarzeń na U-272. Okazuje się, że nie wszyscy członkowie załogi zginęli w wypadku, i że paradoksalnie z tonącego U-Boota można się samodzielnie uratować.

### Odcinek 6. M-85
Jeden zatopiony okręt niemiecki, kilka uszkodzonych, w tym dwa ciężko – taki był efekt działania polskiej floty we wrześniu 1939 r. Był to rezultat niezrozumiałej i całkowicie błędnej strategii sztabu komandora Aleksandra Mohuczego, dowódcy dywizjonu okrętów podwodnych. W efekcie mimo wielkiego wysiłku i poświęcenia załogi musiały często walczyć o przetrwanie własnych okrętów, zamiast skoncentrować się na niszczeniu sił wroga. W odcinku szóstym „Tajemnic wraków Bałtyku” prezentowany jest wadliwy plan taktyczny polskiej marynarki i historia jedynego sukcesu polskich okrętów podwodnych w trakcie kampanii wrześniowej – postawienie przez ORP Żbik zagród minowych ochraniających polskie wybrzeże, na których tonie nieprzyjacielski trałowiec M-85, tracąc 24 z 51 członków załogi. Przez prawie 74 lata miejsce zatonięcia M-85 było nieznane.

### Odcinek 7. Junkers 88
Pierwsza w serii historia zatopionego samolotu. Ju-88 był niezwykle wszechstronnym bombowcem. Najbardziej skuteczny był w atakach z niewielkiej wysokości i płytkiego lotu nurkowego, choć był też przystosowany do roli nocnego myśliwca, bombowca torpedowego i samolotu rozpoznawczego. Oprócz prototypu istniało wiele wersji Ju-88. Egzemplarz tego samolotu znaleziono w jesień 2012 na dnie Bałtyku. Takie znalezisko zdarza się najwyżej raz na kilkadziesiąt lat, a wrak samolotu jest absolutnie unikatowy, bo zachowany praktycznie w całości. Ekipa Tomka Stachury odkrywa tajemnicę wraku samolotu, który dzięki temu, że wodował, nie rozpadł się, co pozwoliło prawdopodobnie przeżyć trzem z pięciu osób znajdujących się na pokładzie.

### Odcinek 8. Graf Zeppelin[19]
W ósmym odcinku „Tajemnic wraków Bałtyku” ekipa Tomka Stachury nurkuje, by zobaczyć wrak jedynego lotniskowca III Rzeszy z okresu II wojny światowej. Nigdy do końca nie wybudowany, w 1947 roku już po wojnie zostaje odesłany do Leningradu. Tonie 17 sierpnia 1947 podczas holu na Morzu Bałtyckim, a okoliczności zatonięcia do dziś pozostają tajemnicą. Jedna z hipotez zakłada testowanie na nim przez wojska radzieckie wytrzymałości na trafienia. Graf Zeppelin mógł zostać zatopiony pod naciskiem armii sojuszniczych na marynarkę radziecką, które nie chciały dopuścić do tego, by ZSRR miał w swoim posiadaniu lotniskowiec.

### Odcinek 9. Franken
Franken to niemiecki tankowiec o napędzie mechanicznym zatopiony niedaleko Helu przez radzieckie lotnictwo w trakcie II wojny światowej, 8 kwietnia 1945 roku. Nurkowanie na wraku jest trudne i wymagające, bo trzeba zejść poniżej 40 metrów, zatem niezbędna jest częściowa dekompresja. Jest to bardzo trudny wrak, do którego można wejść i penetrować pomieszczenia. Zginęło na nim trzech nurków – jeden Czech i dwóch Polaków. Więc do całej listy ofiar, które Franken miał na swoim koncie, kiedy tonął w 1945 roku trzeba dopisać te trzy osoby – mówi Tomek Stachura, szef ekipy nurków. W przedostatnim odcinku pierwszej serii „Tajemnic wraków Bałtyku” nurkowie składają pod wodą pomnik swoim zaginionym kolegom, który spocznie na powierzchni jednego z najniebezpieczniejszych obiektów nurkowania wrakowego.

### Odcinek 10. Georg Büchner[25]
Kontrowersyjne zatonięcie historycznego statku, który wbrew woli mieszkańców niemieckiego Rostock zostaje sprzedany na złom. Georg Büchner – luksusowy liniowiec, niegdyś obsługujący trasę z Antwerpii do Konga Belgijskiego, w nieznanych okolicznościach traci pływalność nieopodal Rozewia, w trakcie holowania do stoczni złomowej w litewskiej Kłajpedzie. Hol zostaje przecięty, a statek idzie na dno. W tym odcinku dawny pasażer statku, Freddy Korthoudte, opowiada jak bardzo luksusowym statkiem pasażerskim był Büchner, niegdyś nazywany Charlesville. Istnieje teoria o celowym zatopieniu, aby wyłudzić ubezpieczenie. Nie wiadomo dlaczego nie było wachty, a zaspawane wcześniej otwory okienne były całkowicie otwarte. Tomek Stachura wraz z ekipą nurków i niemieckim dziennikarzem, pasjonatem historii Büchnera, Merlinem Franke, usiłują ustalić rzeczywisty przebieg wydarzeń z 30 maja 2013 roku. Pomaga w tym m.in. Frederik Janssens, belgijski kolekcjoner pamiątek. W tym odcinku nurkowie po raz pierwszy od zatonięcia schodzą do wraku.